# Iput II
Iput II (fl. XXIII-XXII secolo a.C.) è stata una regina egizia della VI dinastia, sorella (o sorellastra) e sposa del faraone Pepi II.

## Titoli
I suoi titoli di Figlia del Re e Prima Figlia del Re mostrano che Iput II fu figlia di un faraone, probabilmente Merenra I. Il titolo di Principessa ereditaria permette di identificarla come nobildonna.
In quanto regina consorte, ebbe i titoli di: Sposa del Re, Sposa del Re Sua Amata, Amata Sposa del Re-di Neferkara Menankh, Colei Che vede Horus e Seth.

## Sepoltura

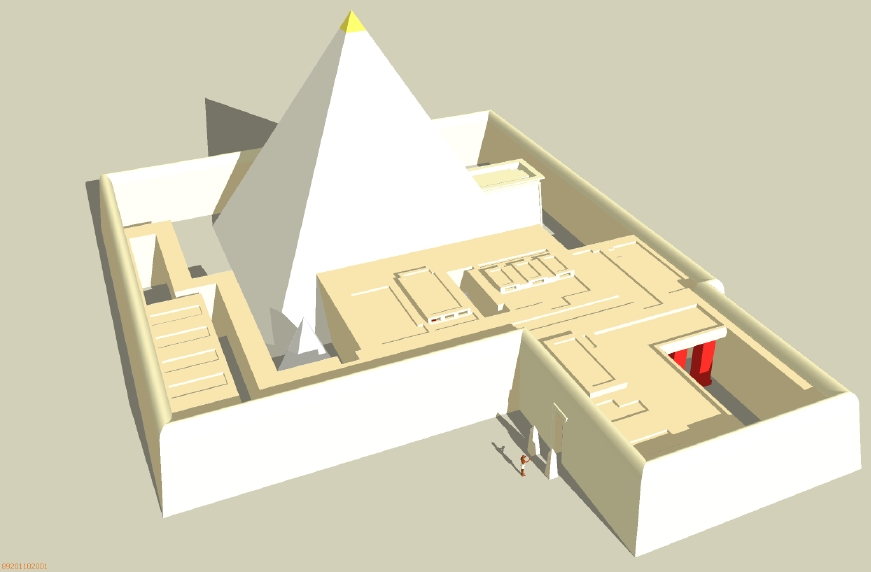
Ricostruzione del complesso sepolcrale di Iput II

Il complesso sepolcrale di Iput II consisteva di una piramide con un annesso piccolo tempio mortuario. Il tempio fu eretto su un pozzo sepolcrale a forma di L. Il tutto è situato accanto alla piramide di Pepi II. Fu inumata in un sarcofago di granito e la sua camera sepolcrale comprende, incisa sulle pareti, una copia dei Testi delle piramidi. Gli scavi sul sito furono compiuti dall'archeologo svizzero Gustave Jéquier all'inizio del XX secolo.
In un deposito del tempietto gli archeologi hanno rinvenuto il sarcofago in granito della regina Ankhesenpepi IV, altra sposa di Pepi II. Non è chiaro se questa regina sia stata originariamente inumata nel complesso di Iput II o se vi sia stata traslata nel Primo periodo intermedio dell'Egitto. Il sarcofago di Ankhesenpepi IV reca inscritto un testo di grande interesse storico che permette di fare luce sulle vicende della VI dinastia. La sua traduzione si è rivelata particolarmente difficile e dubbia, ma una parziale decifrazione è stata compiuta con successo, permettendo di comprendere che Userkara regnò per circa quattro anni, ma che il suo nome fu poi cancellato dai monumenti e altrove a causa di una damnatio memoriae ufficiale.